# العلاقات الشمال مقدونية المدغشقرية
العلاقات الشمال مقدونية المدغشقرية هي العلاقات الثنائية التي تجمع بين شمال مقدونيا ومدغشقر.

## مقارنة بين البلدين
هذه مقارنة عامة ومرجعية للدولتين:
| وجه المقارنة                                              | شمال مقدونيا                                               | مدغشقر                      |
| --------------------------------------------------------- | ---------------------------------------------------------- | --------------------------- |
| المساحة (كم2)                                             | 25.71 ألف                                                  | 587.04 ألف                  |
| عدد السكان (نسمة)                                         | 2.08 مليون                                                 | 25.57 مليون                 |
| الكثافة السكانية (ن./كم²)                                 | 80.9                                                       | 43.56                       |
| العاصمة                                                   | إسكوبية                                                    | أنتاناناريفو                |
| اللغة الرسمية                                             | اللغة المقدونية، اللغة الألبانية                           | اللغة الملغاشية، لغة فرنسية |
| العملة                                                    | دينار مقدوني                                               | أرياري مدغشقري              |
| الناتج المحلي الإجمالي (بليون دولار)                      | 11.34 مليار                                                | 11.50 مليار                 |
| الناتج المحلي الإجمالي (تعادل القوة الشرائية) بليون دولار | 29.26 مليار                                                | 35.51 مليار                 |
| الناتج المحلي الإجمالي الاسمي للفرد دولار أمريكي          | 4.85 ألف                                                   | 401                         |
| الناتج المحلي الإجمالي للفرد دولار أمريكي                 | 16.25 ألف                                                  | 1.44 ألف                    |
| مؤشر التنمية البشرية                                      | 0.747                                                      | 0.510                       |
| رمز المكالمات الدولي                                      | +389                                                       | +261                        |
| رمز الإنترنت                                              | .mk                                                        | .mg                         |
| المنطقة الزمنية                                           | توقيت وسط أوروبا، ت ع م+01:00، ت ع م+02:00، أوروبا/سكوبيه ‏ | ت ع م+03:00                 |

## منظمات دولية مشتركة
يشترك البلدان في عضوية مجموعة من المنظمات الدولية، منها:
| علم المنظمة | اسم المنظمة                               | تاريخ انضمام شمال مقدونيا | تاريخ انضمام مدغشقر |
| ----------- | ----------------------------------------- | ------------------------- | ------------------- |
|             | مؤسسة التنمية الدولية                     | 25 فبراير 1993            | 25 سبتمبر 1963      |
|             | يونسكو                                    | 28 يونيو 1993             | 10 نوفمبر 1960      |
|             | وكالة ضمان الاستثمار متعدد الأطراف        | 19 مارس 1993              | 8 يونيو 1988        |
|             | الأمم المتحدة                             | 8 أبريل 1993              | 20 سبتمبر 1960      |
|             | الاتحاد البريدي العالمي                   | ?                         | ?                   |
|             | البنك الدولي للإنشاء والتعمير             | 25 فبراير 1993            | 25 سبتمبر 1963      |
|             | الاتحاد الدولي للاتصالات                  | 4 مايو 1993               | 11 مايو 1961        |
|             | منظمة حظر الأسلحة الكيميائية              | ?                         | ?                   |
|             | مؤسسة التمويل الدولية                     | 25 فبراير 1993            | 27 سبتمبر 1963      |
|             | المركز الدولي لتسوية المنازعات الاستشارية | 26 نوفمبر 1998            | 14 أكتوبر 1966      |
|             | منظمة التجارة العالمية                    | ?                         | ?                   |
|             | منظمة الشرطة الجنائية الدولية             | ?                         | ?                   |